# Фредерік Чапмен Роббінс
Фре́дерік Ча́пмен Ро́ббінс (англ. Frederick Chapman Robbins; 25 серпня 1916 — 4 серпня 2003) — американський педіатр і вірусолог. Лауреат Нобелівської премії з фізіології і медицини 1954 року за роботу з вірусом поліомієліту в умовах ізоляції і росту, що проклала шлях для створення вакцин.

## Біографія
Народився в Оберні (штат Алабама). Його батьками були Вільям Роббінс, спеціаліст з фізіології рослин, та Крістіна Роббінс (Чапмен), яка до одруження працювала науковим співробітником у галузі ботаніки. Дитинство пройшло в Колумбії (штат Міссурі), де батько працював професором ботаніки в університету штату Міссурі. У 1936 р. Роббінс здобув ступінь бакалавра мистецтв, а в 1938 — бакалавра наук в університеті штату Міссурі. По закінченні університету вступив до Гарвардського медичного коледжу, який закінчив у 1940 р. Почав спеціалізуватися з бактеріології в Дитячому медичному госпітальному центрі Бостона, а протягом 1941—1942 рр. працював інтерном.
Він отримав Нобелівську премію з фізіології і медицини у 1954 році разом з Джоном Франкліном Ендерсом і Томасом Гаклом Веллером. Ця нагорода отримана за його видатну роботу з вірусом поліомієліту в умовах ізоляції і росту, прокладаючи шлях для вакцин, які розробили Джонас Солк, Альберт Сабін та ін. Він відвідував школу у університеті Міссурі і Гарвардський університет.
У 1952 році він був призначенням професором педіатрії. З 1966 року, Роббінс був деканом медичного факультету Case Western Reserve University. Він провів в медичній школі до 1980 року, коли він взяв на себе керівництво Національною академією наук «Інститут медицини». 1985 року Роббінс повернувся в Case Western Reserve як почесний декан і почесний професор університету, де він працював до своєї смерті у 2003 році. На його честь названа медична школа «Frederick C. Robbins».